# Transamérica
Transamérica es una película independiente estadounidense de temática LGBT dirigida por Duncan Tucker y protagonizada por Felicity Huffman y Kevin Zegers.

## Argumento
Una semana antes de la vaginoplastia que concluirá su proceso de reasignación de sexo, Sabrina Osbourne (Bree) recibe una llamada telefónica de Toby Wilkins, un chico de 17 años, que está detenido en Nueva York. Pregunta por Stanley Schupak (nombre original de Bree), afirmando ser su hijo. Aunque la primera intención de Bree es olvidarse de este hijo del que desconocía su existencia, su terapeuta le obliga a ir y resolver el problema antes de afrontar la operación.
En el centro de detención de menores le informan que el chico está acusado de un hurto menor pero que se dedica a prostituirse en la calle y es consumidor de drogas. Cuando se lo presentan, tras haber pagado su fianza, el muchacho la confunde con una misionera de alguna de las iglesias que se dedican a ayudar a los chicos de la calle, y en lugar de sacarle de su error le dice que es de la iglesia del "Padre potencial". Viendo en las condiciones en las que vive el chico decide sacarle de ese entorno. Y emprenden un viaje en coche de regreso a Los Ángeles donde el chico también quiere ir porque quiere ser actor porno, pero la verdadera intención de Bree es dejarle con algún familiar en el pueblo natal del chico que se encuentra a medio camino. Allí descubre que Toby se había escapado tras el suicidio de su madre porque su padrastro abusaba sexualmente de él.

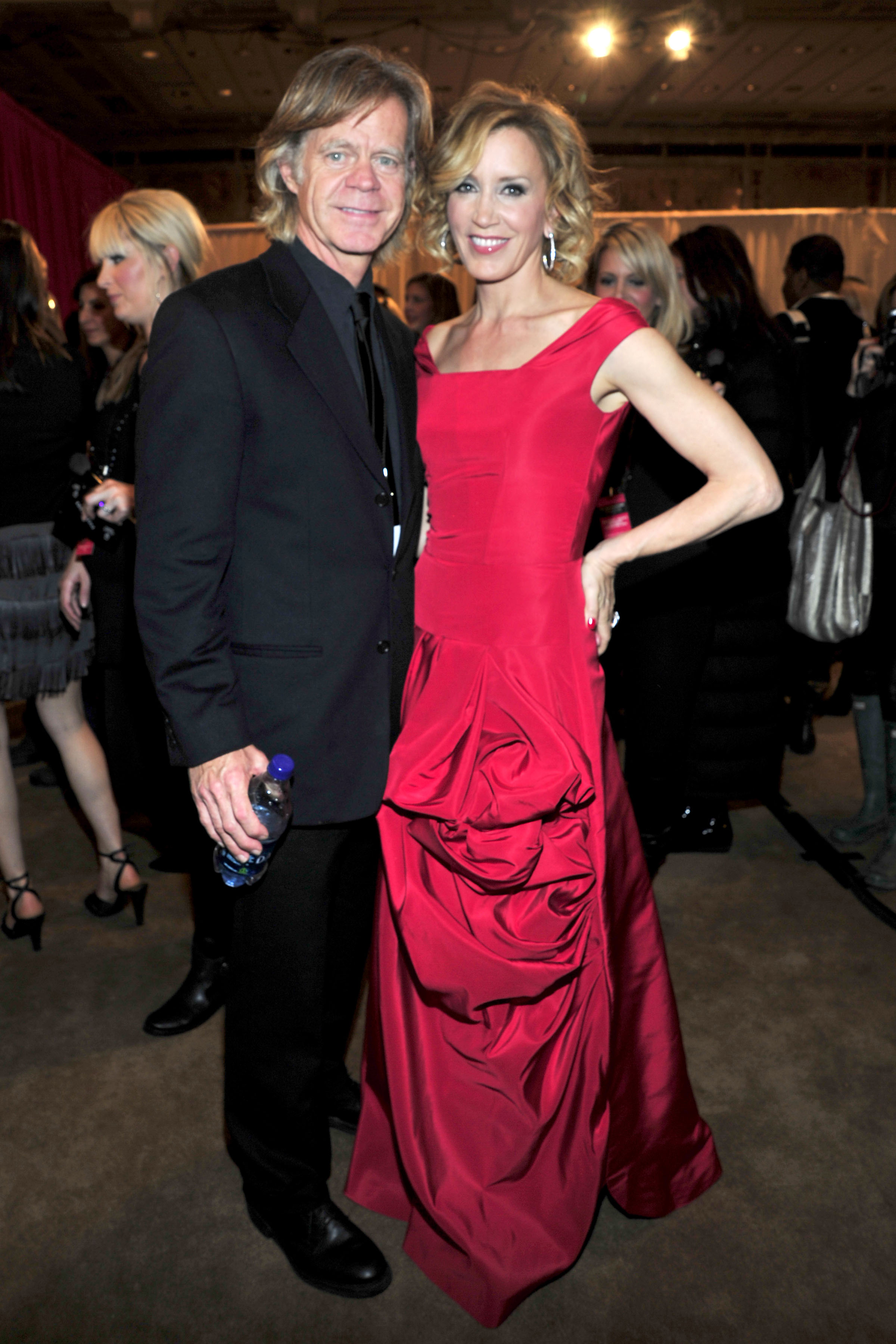
La protagonista, Felicity Huffman y uno de los guionistas, William H. Macy.

Su viaje a través de los Estados Unidos les sirve para conocerse mejor y tomarse cariño. En medio de la travesía Toby descubre que Bree tiene pene. Al principio reacciona mal, más por sentirse mentido que por otra cosa, aunque sigue sin saber que es su padre.
Les roban el coche y se quedan tirados en medio del Oeste americano. Entonces conocen a Calvin Muchas Cabras, un navajo que les ayuda y les lleva hasta Phoenix. Allí Bree, en contra de sus deseos, recurre a pedir ayuda a su familia con lo que sus padres y hermana conocen a su nieto y sobrino. Y este conoce el ambiente en el que se ha criado Bree y las distintas reacciones de los miembros de la familia ante su cambio de sexo.
Los padres de Bree se ofrecen para hacerse cargo de Toby y Bree le da a elegir entre quedarse o irse a vivir con ella. Toby le dice que prefiere irse con ella y le intenta dar las gracias como está acostumbrado, ofreciéndose sexualmente. Ante la proposición del muchacho Bree le confiesa que es su padre. Impactado por la noticia Toby le da un puñetazo y huye de la casa.
De regreso en Los Ángeles Bree se somete a la operación que resulta un éxito, pero en lugar de sentirse feliz por haber realizado lo que siempre había deseado, siente una gran pena y vacío por la ausencia de Toby. Pero finalmente este se presenta en su casa para retomar la relación con su nueva madre.

## Reparto
- Felicity Huffman - Sabrina Osbourne (Bree).
- Kevin Zegers - Toby Wilkins, el hijo de Bree.
- Graham Greene - Calvin Muchas Cabras.
- Fionnula Flanagan - Elisabeth, la madre de Bree.
- Burt Young - Murray, el padre de Bree.
- Carrie Preston - Sydney, la hermana de Bree.
- Elizabeth Peña - Margaret, la terapeuta de Bree.

## Galardones y nominaciones
- Premios Independent Spirit
  - Ganadora - Mejor Actriz (Felicity Huffman)
  - Ganadora - Mejor Guion de Ópera Prima (Duncan Tucker)
  - Nominada - Mejor Ópera Prima - (Duncan Tucker, Sebastian Dungan, Linda Moran, Rene Bastian)
- Premios Óscar
  - Nominada- Mejor Actriz (Felicity Huffman)
  - Nominada- Mejor Canción (Dolly Parton, por la canción Travelin' Thru)
- Festival Internacional de Cine de Berlín
  - Ganadora - Jurado de Lectores de la revista Siegessäule
- Broadcast Film Critics Association
  - Nominada- Mejor Actriz (Felicity Huffman)
  - Nominada- Mejor Canción (Dolly Parton, por la canción "Travelin' Thru")
- Deauville Film Festival
  - Ganadora - Mejor Guion (Duncan Tucker)
  - Nominada- Gran Premio Especial
- GLAAD Media Awards
  - Ganadora - Película destacada- Entrega limitada
- Premios Globo de Oro
  - Ganadora - Mejor Actriz de Drama (Felicity Huffman)
  - Nominada- Mejor canción original (Dolly Parton, por la canción "Travelin' Thru")
- National Board of Review
  - Ganadora - Mejor Actriz (Felicity Huffman)
- Premios Phoenix Film Critics Society 2005
  - Ganadora - Mejor Canción Original (Dolly Parton, por la canción "Travelin' Thru")
- Premios Satellite
  - Ganadora - Mejor Actriz (Felicity Huffman)
- Premios del Sindicato de Actores
  - Nominada- Mejor actriz protagonista (Felicity Huffman)
- Festival de cine de Tribeca
  - Ganadora - Mejor Actriz (Felicity Huffman)
- Festival de Cannes 2006
  - Ganadora — Revelación Masculina Kevin Zegers